# 奥登博斯
奥登博斯（荷蘭語：Oudenbosch，荷蘭語發音：[ˈʌu̯də(m)ˈbɔs]）是荷兰北布拉班特省的一个城镇，属于市镇哈尔德贝赫。奥登博斯原为一独立市镇，1997年，奥登博斯与邻近的两个市镇合并为市镇哈尔德贝赫。